# Fédération Międzymorze

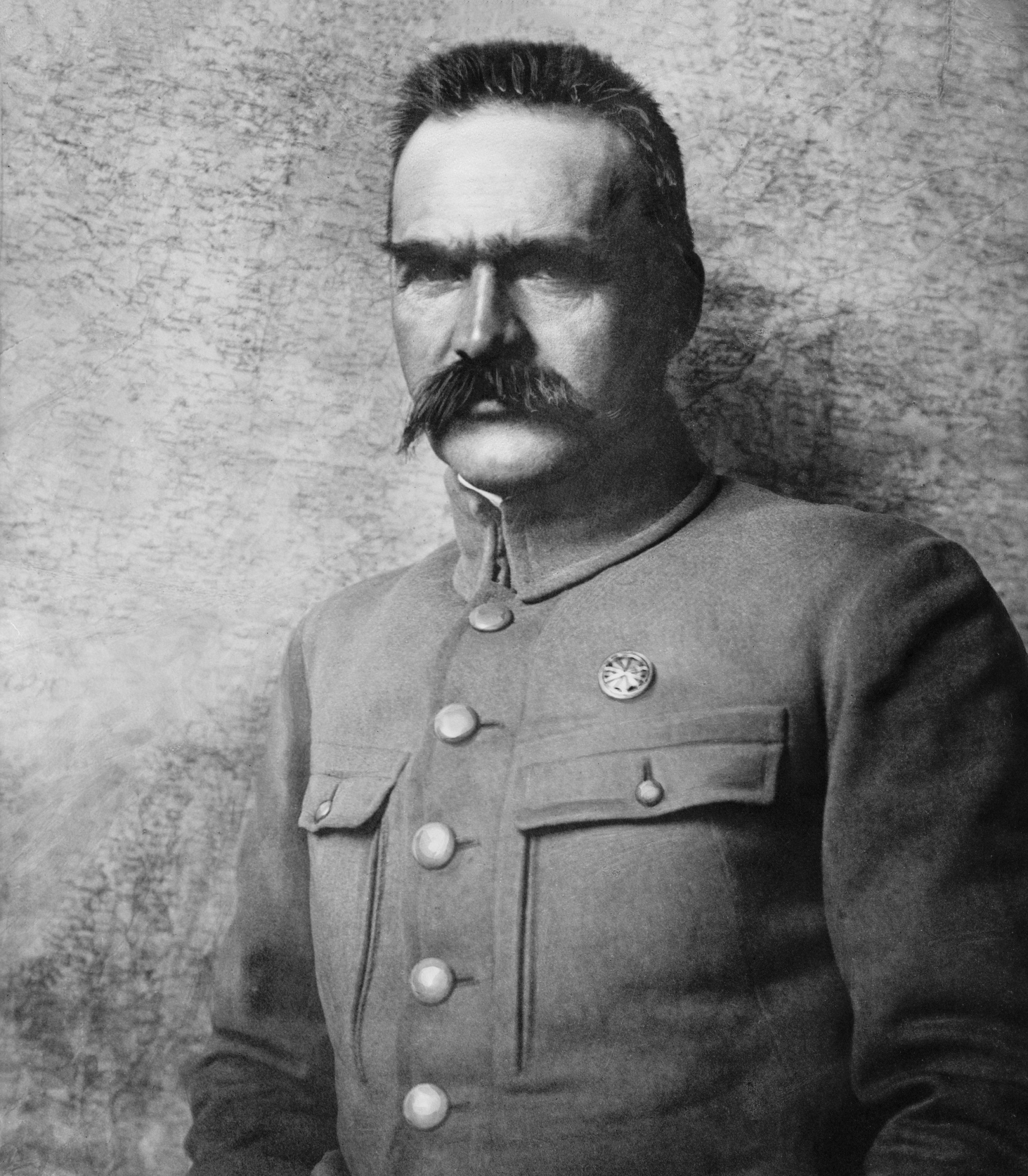
Józef Piłsudski.

Fédération Międzymorze (en français : Union de l’entre-mers, ou fédéralisme de l’entre-mers) est le concept géopolitique de l’entre-deux-guerres de l'homme d'État polonais Józef Piłsudski, qui espérait la renaissance de l'État polonais sous une forme politique forte comparable à celle de la communauté des États de Pologne et de Lituanie qui s’effondra en 1795. Sur le modèle de la république des Deux Nations, Piłsudski prévoyait de rassembler Pologne, Lituanie, Biélorussie et Ukraine afin de renforcer la puissance de cette région et contrer la Russie.

## La république des Deux Nations

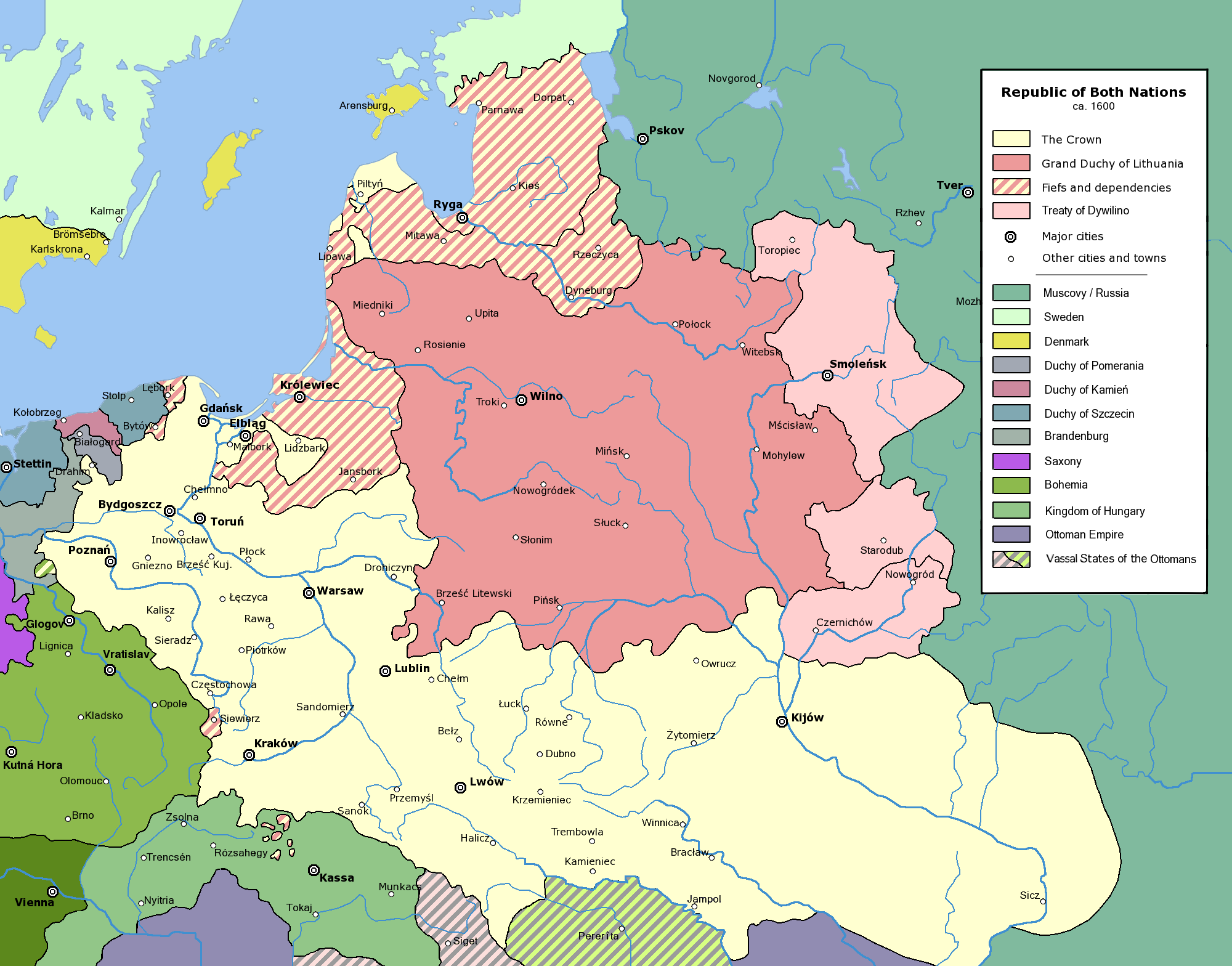
La république des Deux Nations à son apogée.

L'union Pologne-Lituanie et l'alliance militaire qui en découlait étaient une réponse mutuelle à la menace que représentait à l'époque l’ordre Teutonique pour les deux états. Leur union fut scellée en 1385 par le mariage du souverain de la Pologne, Hedwige Ière avec le grand-duc de Lituanie, Jogaila qui, après sa conversion au catholicisme prit le nom de Ladislas Jagellon. Après la mort d'Hedwige, Ladislas est élu le roi de Pologne. L'association des deux pays reliés par l'union personnelle fut renforcée davantage en 1569 par l'Union de Lublin, quand les deux états fusionnèrent en une fédération, la république des Deux Nations, le plus grand état d'Europe jusqu'au XVIIe siècle. Cependant, la République disparut de la carte de l'Europe en 1795, à la suite des ingérences et des invasions des monarchies absolues voisines qui se sont partagé son territoire.

## Le concept de l'Union de l’entre-mers

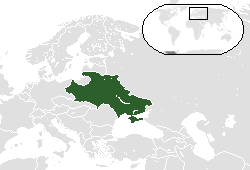
Plan initial (1919-1921) de Piłsudski pour une nouvelle Union polono-lituanienne.

A la sortie de la Première guerre mondiale, 123 ans après les partages de la Pologne, le but stratégique de Józef Piłsudski était de ressusciter l'Etat polonais sous une forme moderne de l'ancienne république de deux Nations, en travaillant à la désintégration de l'Empire russe, et plus tard de l'Union soviétique, dans ses composantes ethniques. Les services secrets polonais établissent ainsi des contacts avec certains mouvements indépendantistes au sein des Républiques périphériques de l’Union soviétique afin de susciter des processus d’édification et d’émancipation nationales. Le rêve du maréchal était de créer une fédération des pays indépendants, de la Finlande à la Géorgie, qu'une crainte commune inciterait à s'épauler mutuellement.
Le fédéralisme de Pilsudski était destinée à créer une nouvelle situation dans l’Est de l’Europe. Un accord politique et militaire de la Pologne avec la Lituanie, puis avec la Lettonie et l’Estonie aurait modifié l’équilibre des forces au Nord. Une Ukraine indépendante ou autonome, liée par une alliance, non à la Russie, mais à la Pologne, donc à l’Europe occidentale, aurait écarté le danger de pénétration russe bolchevique et de colonisation allemande, protégé la Roumanie et ouvert de nouvelles possibilités politiques, démocratiques et économiques à l’Europe.

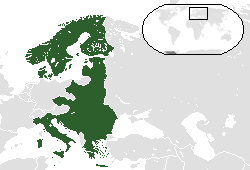
Deuxième plan de Piłsudski (1921-1935), incluant la Norvège, la Suède, la Finlande, le Danemark, l'Estonie, la Lettonie, la Lituanie, la Pologne, la Tchécoslovaquie, la Hongrie, l'Italie, la Yougoslavie, la Roumanie, la Bulgarie et la Grèce.

Cette vision de Piłsudski a dû faire face à l'opposition de pratiquement toutes les parties intéressées. De plus, les pays occidentaux craignaient que l'Allemagne et la Russie affaiblies soient incapables de payer les dommages de la Première Guerre mondiale, et que l'équilibre européen ne soit bouleversé par l'action coordonnée des pays récemment indépendants. Les Lituaniens, Ukrainiens et autres invités à joindre une fédération redoutaient d'avoir à faire un quelconque compromis à leur propre indépendance. Le traité de Versailles n'ayant pas réglé la question des frontières orientales de la Pologne, plusieurs conflits militaires éclatèrent entre la Pologne et la Lituanie, la Pologne et l'Ukraine et la Pologne et la Tchécoslovaquie, pour régler par les armes le tracé des frontières des nouveaux états.
À la suite de la guerre soviéto-polonaise, le concept républicain du maréchal Piłsudski d'une fédération des pays du centre et de l'Est de l'Europe avait perdu toute chance de réalisation et le traité de paix de Riga le 18 mars 1921 porta le coup de grâce au projet. La Russie fut condamnée à payer à la Pologne une indemnité qui ne sera jamais versée, de même que les biens culturels pillés sur le territoire polonais lors de l’usurpation territoriale de 1795. Les anciennes terres polonaises furent partagées entre la Pologne et la Russie, qui en reçut la majorité. En 1923, la frontière Est de la Pologne fut confirmée par les pays de l’Entente.
La fin de la guerre russo-polonaise marqua également la résurgence d’un courant nationaliste représenté par l'adversaire de Piłsudski, Roman Dmowski, qui se fondait sur la promotion d’une Pologne unifiée ethniquement. Le nationalisme des Nationaux-démocrates et de Dmowski était fondé sur la culture, la langue et l’appartenance au catholicisme latin, tandis que celui de Pilsudski était historique et territorial, sa Pologne ne correspondait pas à une ethnie mais au territoire de l’empire de Jagellon, donc à une entité forcément multiculturelle.
Cependant, les problématiques de sécurité et de dépendance restèrent les principales déterminantes de la projection de la Pologne sur ses marges orientales.

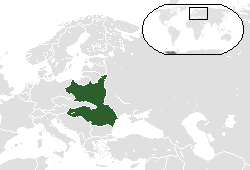
Proposition (1935-1939) de Józef Beck d'une « Troisième Europe », qui aurait été une alliance entre la Pologne, la Roumanie et la Hongrie.

Une nouvelle version du projet de fédération fut tentée par de Józef Beck, ministre des Affaires étrangères et protégé de Piłsudski. Il a envisagé une union de centre-Europe comprenant Tchécoslovaquie, Hongrie, Scandinavie, États baltes, Italie, Roumanie, Bulgarie, Yougoslavie et Grèce. Une telle union, comprenant quelque 150 millions d'Européens, avec une politique étrangère commune, aurait rassemblé une force capable de tenir tête à l'Allemagne nazie à l'Ouest et à l'Union soviétique à l'Est.

## Seconde Guerre mondiale
Le concept d'une union centre-européenne, entité géopolitique allant de la mer Baltique, à la mer Noire, et de l'Adriatique à l'Égée, a été ranimé en octobre 1943 par le gouvernement en exil de Władysław Sikorski afin de s’opposer à la mainmise soviétique sur cette région. Cependant, les discussions initiales entre les gouvernements tchèque et polonais exilés à Londres concernant une possible union, n'ont pas eu de suite en raison de l'hésitation tchèque et de l'indifférence voire de l'hostilité des alliés. Le projet panslaviste d'Edvard Beneš organisant le fédéralisme centre-oriental sous la tutelle de l’URSS et dans le giron slave de la Russie heurtait la vision fédéraliste polonaise tournée vers l’Occident à travers la place dominante de la Pologne.

## Aujourd'hui
Des efforts ont été déployés tout au long du XXe siècle pour construire et relancer cette coopération. Depuis la fin de la domination soviétique sur l'Est de l'Europe, le projet est ressorti sous différents noms comme "Coopération Intermarium", un constituant de l'Union européenne.
En 2016 est créée l'Initiative des trois mers.